# محمد سالم عبادة
محمد سالم عبادة شاعر وقاصٌّ وروائيٌّ وكاتبٌ مسرحيٌّ مصريٌّ شابٌّ، ولد عام 1982.
يعمل نائبًا في تخصص الجراحة، وله ديوانان بالعامية المصرية بعنوان (هنجراني) بعد فوزه بالمركز الأول في مسابقة (ورقة وقلم) 2007، و(رقاصة) بعد فوزه بالمركز الأول في المسابقة الأدبية المركزية لهيئة قصور الثقافة لموسم 2010 – 2011، وخمسة دواوين بالفصحى هي (هلوسات صحو) و(تعاطِ) و(سيرةٌ ذاتيةٌ أو موضوعيةٌ .. لا أدري) و(طقوسُ التَّبَرُّم) و(قُدّاسٌ أسود). له تحت الطبع أكثر من عمل بالعربية الفصحى والعامية، وهو عضوٌ عاملٌ باتحاد كُتّاب مصر، ورابطة شعراء العالم في (شيلي)، وفرع القاهرة لنادي القلم الدولي.
فاز محمد سالم عبادة عام 2010 بجائزة المجلس الأعلى للثقافة بمصر عن ديوان (قداسٌ أسود) وحصل على المركز الأول، وكان أحد الفائزين في مسابقة (كاستلّو دي دوينو) الشعرية بإيطاليا عامَي 2009 و 2011 ، وحصل على المركز الأول في مسابقة مركز طلعت حرب الثقافي لشعر الفصحى عام 2008 ، والمركز الأول في فرع شعر الفصحى في مسابقة شباب المبدعين التي نظمها المجلس القومي للشباب بمصر عام 2007 ، والمر كز الثاني في مسابقة (عماد قَطري) لشعر الفصحى عن ديوانه (طقوس التبرُّم) عام 2012، والمركز الثاني في مسابقة ساقية الصاوي للمسرحية ذات الفصل الواحد عن مسرحيته (المضربيطة) لموسم 2012 – 2013، والمركز الثاني في نفس المسابقة في فرع الرواية عن روايته (كلام)، كما فاز عن نفس الرواية (كلام) بالمركز الثاني في مسابقة نادي القصة المصري للرواية لموسم 2012 – 2013، وبالمركز الثالث في مسابقة ساقية الصاوي للرواية القصيرة لموسم 2010–2011 عن روايته القصيرة (دُخانٌ مُبين)، وبالمركز الرابع في مسابقة مركز (طلعت حرب) الثقافي لشعر العامية عام 2009، وبالمركز السابع في مسابقة الساقية التشجيعية لشعر الفصحى عام 2011 عن ديوانه (قميصي هذا) ..
كما شارك في برنامج (أمير الشعراء) في مواسمه الثلاثة الأولى أعوام 2007 و2008 و2009 ..